# Jiménez (khu tự quản)
Jiménez là một khu tự quản thuộc bang Lara, Venezuela. Thủ phủ của khu tự quản Jiménez đóng tại Quibor. Khự tự quản Jiménez có diện tích 879 km2, dân số theo điều tra dân số ngày 21 tháng 10 năm 2001 là 81484 người.